# Lessebo (Gemeinde)
Koordinaten: 56° 45′ N, 15° 16′ O

Lessebo ist eine Gemeinde (schwedisch kommun) in der schwedischen Provinz Kronobergs län und der historischen Provinz Småland. Der Hauptort der Gemeinde ist Lessebo, während das ca. 10 km nordwestlich gelegene Hovmantorp der größte Ort der Gemeinde ist. Diese wird sowohl von der überregionalen Straße Riksväg 25 als auch von einer einspurigen Bahnstrecke in etwa von West nach Ost durchquert und so an die größeren Städte Växjö und Kalmar angebunden.

## Sehenswürdigkeiten
Die Gemeinde liegt im Herzen des Glasreichs. Hier befinden sich die Glashütten Skruf, Kosta, Sea und Studioglas. Neben der Herstellung wird auch der Nachwuchs im Kosta glascenter ausgebildet. In Kosta befindet sich ein überregional bekanntes Outlet-Center (Kosta Outlet) sowie der Grönåsens Älgpark. In Lessebo selbst ist die Herstellung von handgeschöpftem Papier in der Lessebo Handpappersbruk sehenswert.
In der Grenzregion zum benachbarten Emmaboda im Kalmar län sind die Geschehnisse aus Vilhelm Mobergs Roman Utvandrarna (dt. Die Auswanderer) angesiedelt, die die Geschichte der schwedischen Emigration in die Vereinigten Staaten in der zweiten Hälfte des 19. Jahrhunderts nachzeichnet. Zahlreiche Sehenswürdigkeiten wie Klasatorpet in Långasjö, Korpamoen in Skruv oder Kreuzung Åkerby sind zu besichtigen. Der Utvandrarleden (Weg der Auswanderer) ist ein Rundwander- und radweg und verbindet viele dieser Ziele. Ljuder ist bekannt als der jährliche Treffpunkt der schwedischen Amerika-Auswanderer und unterhält ein kleines Auswanderermuseum mit einem Amerikaraum.

## Gliederung und Orte
Alle folgenden Orte sind Ortschaften (tätorter) im Gemeindegebiet:
- Lessebo
- Hovmantorp
- Kosta
- Skruv

Folgende weiteren Orte liegen in der Gemeinde Lessebo:
- Ljuder

Seit 2016 ist die Gemeinde in die vier folgenden Distrikte gegliedert:
- Ekeberga mit Tätort Kosta
- Hovmantorp
- Lessebo
- Ljuder mit Tätort Skruv

## Personen
- Hugo Wieslander (1889–1976), Leichtathlet
- Alf Önnerfors (1925–2019), klassischer und mittellateinischer Philologe
- Kurt Elmgren (* 1943), Ringer und Olympiateilnehmer 1972
- Charlotte Nilsson (* 1974), Pop- und Dansbandsängerin